# Wielonarodowa Brygada Czesko-Polsko-Słowacka
Wielonarodowa Brygada Czesko-Polsko-Słowacka – międzynarodowa brygada Sił Zbrojnych Czech, Polski i Słowacji, istniejąca w latach 2002–2005.

## Historia
W 2001 roku Polska wysunęła propozycję utworzenia międzynarodowej brygady z udziałem wojsk czeskich, polskich i słowackich. Stosowną umowę ministrowie obrony podpisali 20 września 2001, a dowództwo i sztab jednostki oficjalnie sformowano 30 maja 2002.
Zadaniami WBCzPS miały być:
- prowadzenie operacji pokojowych pod dowództwem NATO, UE i ONZ,
- wydzielanie kontyngentów w ramach misji pokojowych,
- pomoc Słowacji w wejściu w struktury Paktu Północnoatlantyckiego.

Organizowanie jednostki miało przebiegać w dwóch etapach:
- 2001–2003 – tworzenie dowództwa i sztabu
- 2004–2005 – zgrywanie Brygady

i miało się zakończyć w 2005 roku osiągnięciem pełnej gotowości bojowej przez nią i jej ok. 1500 żołnierzy. Jednak problemy organizacyjne i finansowe spowodowały podjęcie w 2004 decyzji o rozwiązaniu Brygady. Oficjalną umowę przedstawiciele trzech państw podpisali 30 maja 2005, a weszła ona w życie 22 czerwca.
Ponowne utworzenie brygady czesko-polsko-słowackiej planowane było na 2012 rok.

## Struktura organizacyjna
- Dowództwo i sztab brygady (Topolczany)
  -  Batalion Szybkiego Reagowania (Martin)
  -  6 Batalion Desantowo-Szturmowy (Gliwice)
  -  46 Dywizjon Artylerii (Pardubice)